# Пьюрфой, Джеймс

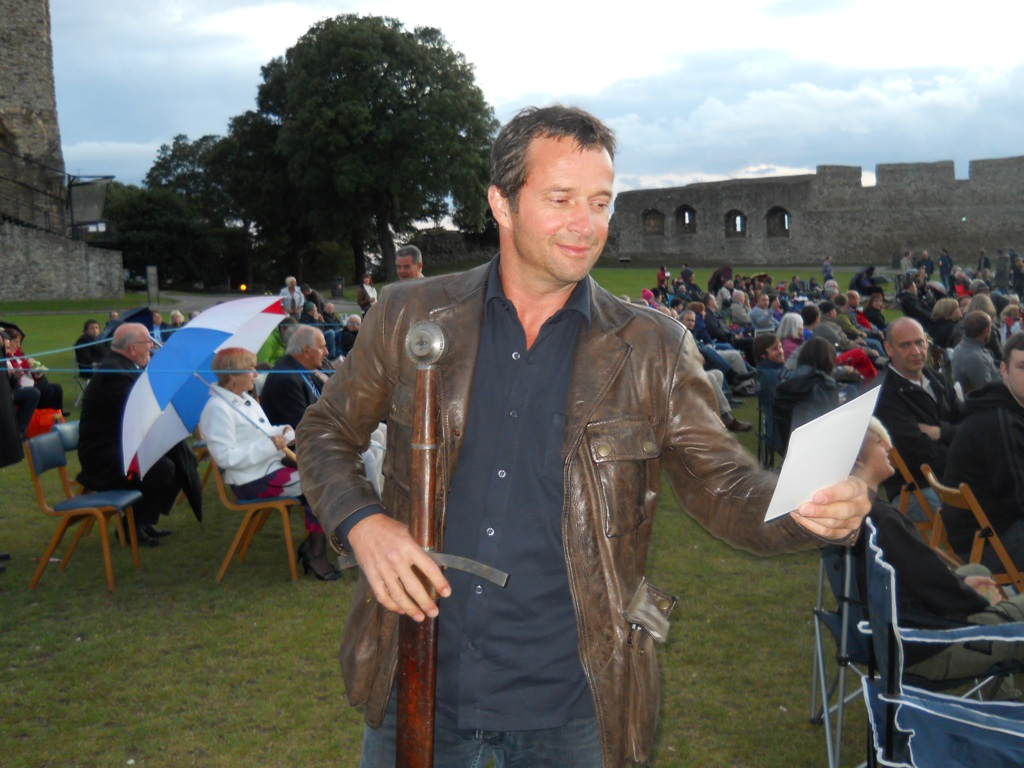
Джеймс Пьюрфой на премьере фильма «Железный рыцарь» в Рочестерском замке, 2011 год

Джеймс Брайан Марк Пьюрфой (англ. James Brian Mark Purefoy, род. 3 июня 1964, Таунтон, Сомерсет) — британский актёр театра, кино и телевидения.

## Биография
Пьюрфой из обеспеченной семьи. Учился в Лондонской школе речевого и драматического искусства. С 1988 года играет на сцене Королевского Шекспировского театра.
В 1991 году Пьюрфой сыграл Джеймса Маккарти, молодого человека, обвиняемого в убийстве своего отца, в «Тайне Боскомской долины» телесериала «Приключения Шерлока Холмса». Одной из его заметных ролей был Николас Дженкинс в четырехсерийном мини-сериале «Танец под музыку времени» для Channel 4 в 1997 году. Пьюрфой также сыграл Эдварда, Черного принца в фильме «История рыцаря», Родона Кроули в «Ярмарке тщеславия» с Риз Уизерспун и Тома Бертрама в постановке 1999 года «Мэнсфилд-парк».
В 2005 — 2007 годы играл Марка Антония в историческом телесериале HBO / BBC «Рим».
В 2009 году Пьюрфой сыграл главного персонажа в адаптации романа Роберта Э. Говарда «Соломон Кейн». В 2013 году дебютировал сериал «Последователи», в котором Пьюрфой сыграл главного антагониста сериала.
В июне 2014 года было объявлено, что Пьюрфой присоединится к актёрскому составу фильма «Высотка» с Томом Хиддлстоном и Джереми Айронсом. В том же году снялся в музыкальном клипе на песню Дэвида Гетты «Dangerous», посвящённом Формуле-1.
С 2016 по 2018 год Пьюрфой играл роль Хэпа Коллинза в адаптации Сандэнса «Хэп и Леонард». В 2018 году он сыграл роль Лоренса Бэнкрофта в «Видоизмененном углероде», оригинальном сериале Netflix.
В 2020 году Пьюрфой присоединился к актёрскому составу сериала «Пенниуорт» в одной из ведущих ролей.

## Личная жизнь
В 1996 году Джеймс Пьюрфой женился на актрисе Холли Эйрд. В 1997 году у пары появился на свет сын Джозеф, несмотря на это, в 2002 супруги развелись.
В 2014 году он женился на историке искусств Джессике Адамс, от которой у него есть дочь и двое сыновей.
Является болельщиком футбольного клуба «Йовил Таун».

## Фильмография
| Год       |   | Русское название              | Оригинальное название            | Роль                                  |
| --------- | - | ----------------------------- | -------------------------------- | ------------------------------------- |
| 1995      | ф | Последнее лето любви          | Feast of July                    | Джедд Уэнрайт                         |
| 1995      | с | Меч Шарпа                     | Sharpe's Sword                   | Капитан Джек Спирс                    |
| 1996—1996 | с | Незнакомка из Уайлдфелл-Холла | The Tenant of Wildfell Hall      | мистер Лоуренс                        |
| 1998      | ф | Спальни и прихожие            | Bedrooms and Hallways            | Брендан                               |
| 1999      | ф | Мэнсфилд-парк                 | Mansfield Park                   | Том Бертрам                           |
| 1999      | ф | Женские сплетни               | Women Talking Dirty              | Дэниел                                |
| 1999      | ф | Демон ночи                    | Lighthouse                       | Ричард Спейдер                        |
| 2000      | ф | Всё возможно, детка           | Maybe Baby                       | Карл Фиппс                            |
| 2000      | ф | Последний рыцарь              | Don Quixote                      | Сансон Карраско                       |
| 2001      | ф | История рыцаря                | A Knight's Tale                  | сэр Томас Колвилл/Эдуард Чёрный Принц |
| 2002      | ф | Обитель зла                   | Resident Evil                    | Спенс Паркс                           |
| 2003      | ф | Ледяная невеста               | Lena: The Bride of Ice           | Доктор Харпер                         |
| 2004      | ф | Кольцо дракона                | George and the Dragon            | Джордж                                |
| 2004      | ф | Проклятые                     | Blessed                          | Крэйг Ховард                          |
| 2004      | ф | Ярмарка тщеславия             | Vanity Fair                      | Родон Кроули                          |
| 2005—2007 | с | Рим                           | Rome                             | Марк Антоний                          |
| 2006      | ф | Чёрная Борода: Ужас морей     | Blackbeard: Terror at Sea        | Эдвард Тич/Чёрная Борода              |
| 2006      | с | Этот красавчик Браммелл       | Beau Brummell: This Charming Man | Джордж Браммел                        |
| 2009      | ф | Соломон Кейн                  | Solomon Kane                     | Соломон Кейн                          |
| 2009—2009 | с | Филантроп                     | The Philanthropist               | Тедди Рист                            |
| 2011—2011 | с | Камелот                       | The Camelot                      | Король Лот                            |
| 2011      | ф | Железный рыцарь               | Ironclad                         | Томас Маршал                          |
| 2011      | с | Месть                         | Revenge                          | Доминик Райт                          |
| 2012      | ф | Ричард II                     | Richard II                       | Томас Моубрей                         |
| 2012      | ф | Джон Картер                   | John Carter                      | Кантос Кан                            |
| 2012      | с | Эпизоды                       | Episodes                         | Роб                                   |
| 2013—2015 | с | Последователи                 | The Following                    | Доктор Джозеф Кэрролл                 |
| 2014      | ф | Злая кровь                    | Wicked Blood                     | Билл Оуэнс                            |
| 2015      | ф | Высотка                       | High-Rise                        | Пенборн                               |
| 2015      | ф | Ускорение                     | Momentum                         | Мистер Вашингтон                      |
| 2016      | с | Хэп и Леонард                 | Hap and Leonard                  | Хэп Коллинз                           |
| 2018      | с | Видоизменённый углерод        | Altered Carbon                   | Лоренс Бэнкрофт                       |
| 2019—2020 | с | Половое воспитание            | Sex Education                    | Реми Милберн                          |
| 2019      | с | Пенниуорт                     | Pennyworth                       | Капитан Гулливер Трой                 |
| 2021      | с | Открытие ведьм                | A Discovery of Witches           | Филип де Клермонт                     |

## Награды
2004
- Temecula Valley International Film Festival — лучшая мужская роль («Фотофиниш»)